# 荒川 (羽越)
荒川（あらかわ）は、山形県および新潟県を流れる河川。一級水系の本流である。国土交通省による平成15年水質調査では、日本一きれいな一級河川のひとつと評価された。
名前の由来は字の通り「荒ぶる川」に由来し、昔からよく水害を起こす川である。

## 地理

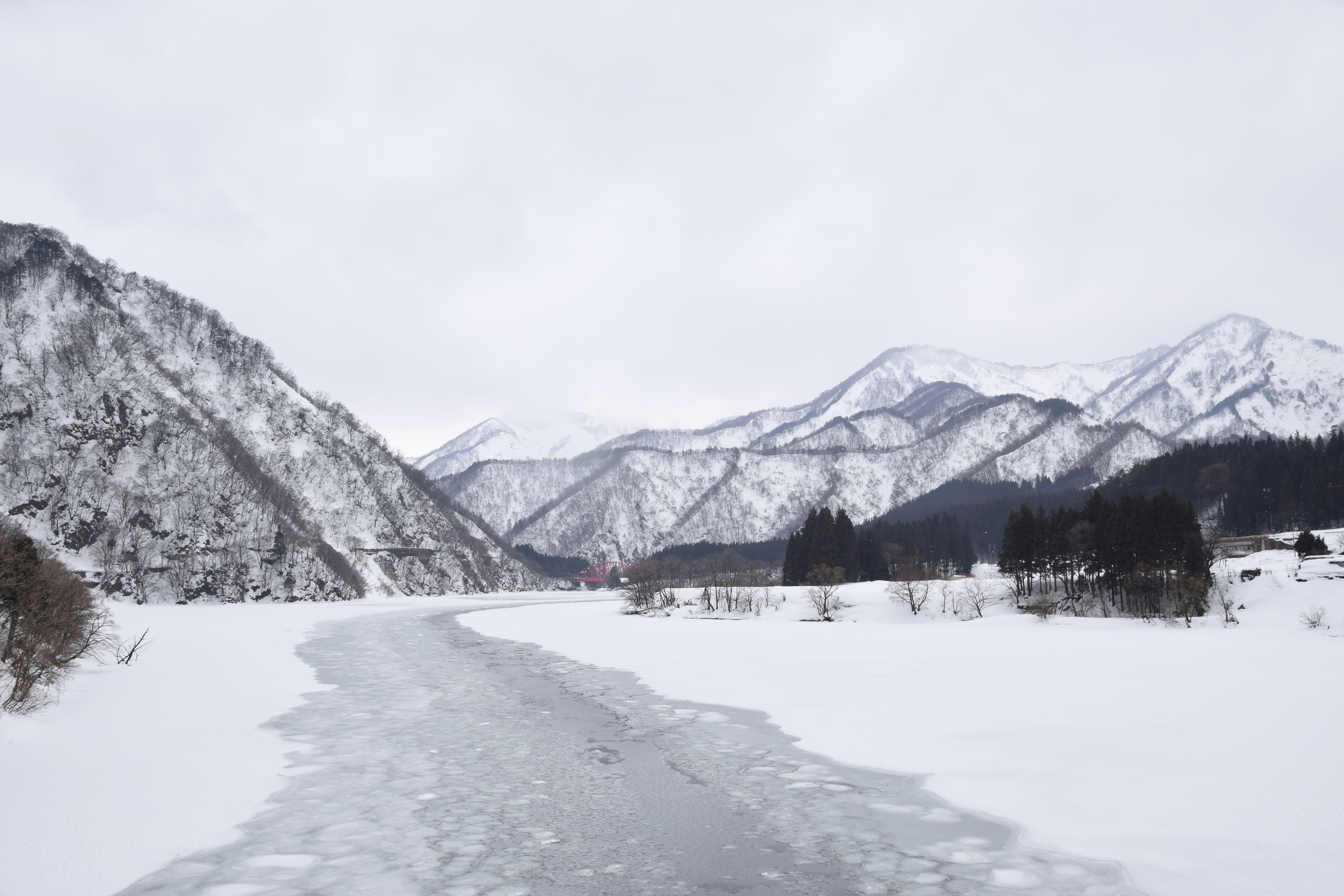
冬の荒川を八ッ口橋から望む（新潟県関川村、2018年2月）

大朝日岳（標高1,870m）を源に南西に流れて小国盆地で流れを西に変え、飯豊山地に源を発する横川、玉川などの支流を合わせて新潟県に入って、大石川、女川、鍬江沢川などを合わせ、越後平野の北側を横断して新潟県胎内市で日本海に注いでいる。
支流の玉川の源流域が「福島県のへその緒と呼ばれる福島県喜多方市に属す飯豊山の登山道」（福島県領域より飯豊山頂に続く稜線に沿ったへその緒状の細長い領域・登山道）を含むため、荒川水系としては福島県も流域に含んでいる。

## 歴史
1967年（昭和42年）8月28日：羽越水害。荒川水系では大石川が決壊し、新潟県関川村で死者・行方不明者34名、流出・全壊家屋371棟の被害。

## 利水
荒川は急流河川でもある事から水力発電所が幾つか建設されている。上流から赤芝ダム・赤芝発電所（赤芝水力発電）、岩船ダム・岩船発電所（荒川水力電気）、新鷹の巣ダム・新鷹の巣発電所（東北電力株式会社）といったダム式水力発電所が建設されている。
1967年（昭和42年）の羽越水害を契機に、荒川水系の治水の重要性が俄かにクローズアップされ、建設省北陸地方建設局（現・国土交通省北陸地方整備局）は多目的ダムによる治水・利水を図る事として左支川・大石川に大石ダムを、更に上流の左支川・横川に横川ダムを建設する計画を発表した。
1981年（昭和56年）に大石ダムは完成し、横川ダムは2008年（平成20年）3月に完成した。

## 流域の自治体
山形県
西置賜郡小国町
新潟県
岩船郡関川村、村上市、胎内市

## 主な支流
上流より記載（支流および二次支流、三次支流）
- 金目川
- 横川
  - 明沢川
    - 桜川 (山形県)
- 玉川
  - 内川
  - 足水川
- 大石川
- 女川
- 鍬江沢川
- 堀川

## 河川施設
- 大石ダム
- 横川ダム
- 赤芝ダム
- 岩船ダム
- 新鷹の巣ダム